# Île Vindication
L'île Vindication (en anglais : Vindication Island, en espagnol : Vindicación) est une île volcanique inhabitée située dans l'archipel britannique des îles Sandwich du Sud. Elle est séparée de quelques kilomètres de l'île Candlemas par le chenal Nelson.

## Géographie
Bien que l'île possède un volcan, celui-ci n'est pas entré en activité depuis plus de 10 000 ans. Le point culminant de l'île est Quadrant Peak (430 m). L'île n'est majoritairement pas recouverte de glace. 

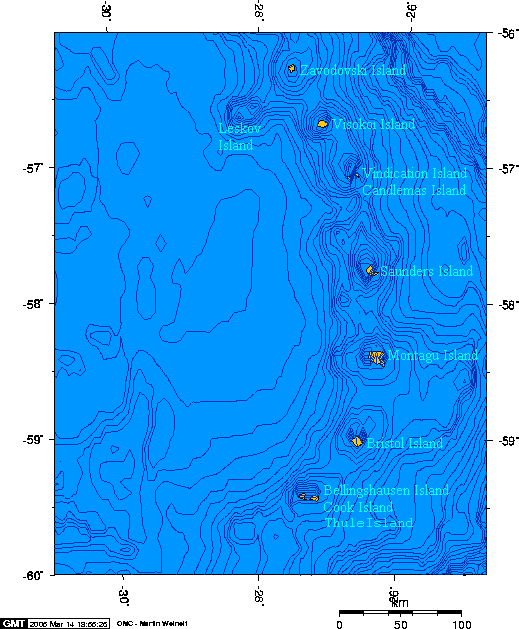
Îles Sandwich du Sud